# ヘレン・メリル・ウィズ・クリフォード・ブラウン
『ヘレン・メリル・ウィズ・クリフォード・ブラウン』（原題：Helen Merrill）は、アメリカ合衆国のジャズ・ボーカリスト、ヘレン・メリルが1954年12月に録音、1955年に発表した初のスタジオ・アルバム。トランペット奏者のクリフォード・ブラウンが全面参加した。

## 背景
ブラウンは1954年当時、エマーシー・レコード所属の女性ボーカリストのレコーディングに度々参加しており、本作に先がけてダイナ・ワシントンやサラ・ヴォーンとも共演した。なお、メリルは本作の録音から約40年後の1994年1月、様々なトランペット奏者を迎えてブラウンに捧げられた内容のアルバム『ブラウニー〜クリフォード・ブラウンに捧げる』を録音しており、同作では本作からの「ドント・エクスプレイン」、「ユード・ビー・ソー・ナイス・トゥ・カム・ホーム・トゥ」、「ボーン・トゥ・ビー・ブルー」がリメイクされた。後に大物プロデューサーとなるクインシー・ジョーンズがアレンジを手がけており、メリルは2009年のインタビューにおいて「私は前からクインシーと知り合いだったわ。その頃の奥さんと一緒に、私の近所に住んでいたのよ。当時のクインシーは新進気鋭の若者だった。全然お金がなかった」と語っている。
本作に収録された全7曲は、3枚のシングルとしても分割して発売されており、2014年12月10日には、各々のアートワークを紙ジャケットで再現した3枚組シングルCD『ヘレン・メリル・ウィズ・クリフォード・ブラウン録音60周年記念シングルBOX』が日本で限定発売され、同年12月22日付のオリコンチャートで275位を記録した。

## 評価
Richard Mortifoglioはオールミュージックにおいて5点満点中4.5点を付け「ブラウンはとんでもない演奏をしているが、決してメリルの歌の邪魔をしていない」「クール・ジャズとハード・バップのスタイルの融合を成功させた」と評している。本作は特に日本で高い人気を得て、メリル自身は「どんなバック・バンドと共演している時でも、"You'd Be So Nice to Come Home To"のイントロが鳴らされると、オーディエンスが熱狂するのよ」と語っている。
収録されている「ユード・ビー・ソー・ナイス・トゥ・カム・ホーム・トゥ」は、アルバム発売時点ではさほど人気の高い曲でもなかったが、ヘレン・メリルの歌声とクリフォード・ブラウンによるアドリブ・ソロが当時のジャズ・ミュージシャンの注目を集め、ジャズのスタンダードとなっていった。

## 収録曲
1. ドント・エクスプレイン - "Don't Explain" (Arthur Herzog Jr., Billie Holiday) - 5:17
2. ユード・ビー・ソー・ナイス・トゥ・カム・ホーム・トゥ - "You'd Be So Nice to Come Home To" (Cole Porter) - 4:24
3. ホワッツ・ニュー - "What's New?" (Bob Haggart, Johnny Burke) - 5:05
4. 恋に恋して - "Falling in Love with Love" (Richard Rodgers, Lorenz Hart) - 3:58
5. イエスタデイズ - "Yesterdays" (Otto Harbach, Jerome Kern) - 6:05
6. ボーン・トゥ・ビー・ブルー - "Born to Be Blue" (Mel Tormé, Bob Wells) - 5:20
7. スワンダフル - "'S Wonderful" (George Gershwin, Ira Gershwin) - 3:15

## パーソネル
- ヘレン・メリル - ボーカル
- クリフォード・ブラウン - トランペット
- ジミー・ジョーンズ - ピアノ
- バリー・ガルブレイス（英語版） - ギター
- ミルト・ヒントン - ダブル・ベース(on #1, #2, #6, #7)
- オスカー・ペティフォード - チェロ、ダブル・ベース(on #3, #4, #5)
- オシー・ジョンソン - ドラムス(on #1, #2, #6, #7)
- ボビー・ドナルドソン - ドラムス(on #3, #4, #5)
- ダニー・バンク - フルート、バリトン・サクソフォーン
- クインシー・ジョーンズ - アレンジ、指揮